# Marit Tusvik
Marit Tusvik ,född 13 mars 1951 i Høyanger, är en norsk författare, diktare och dramatiker. Hon har översatts till flera olika språk.

## Priser
- Sokneprest Alfred Andersson-Ryssts fond 1986
- Ibsenpriset 1991
- Nynorsk litteraturpris 1991
- Mads Wiel Nygaards legat 1991
- Narvesens kulturpris 1995
- Amalie Skram-priset 1999
- Doblougska priset 2004